# Anja Straub
Anja Straub (* 26. Februar 1968 in Freiburg im Breisgau) ist eine ehemalige Schweizer Degenfechterin.

## Erfolge
Anja Straub sicherte sich bei den Weltmeisterschaften 1989 in Denver in der Einzelkonkurrenz den Titelgewinn. Im Mannschaftwettbewerb gewann sie mit der Schweizer Equipe zudem Bronze. Straub wurde in Deutschland geboren, wohnte aber bereits ab 1969 in der Nähe von Bern. 1985 erhielt sie das Schweizer Bürgerrecht. Wie ihr Bruder Gerrit focht sie beim Fechtclub Bern.